# دیروز (فیلم ۲۰۰۲)
«دیروز» (انگلیسی: Yesterday (2002 film)) یک فیلم است که در سال ۲۰۰۲ منتشر شد.